# Rocambole (film 1947)
Rocambole è un film del 1947 diretto da Jacques de Baroncelli.
Il sequel del film è intitolato La rivincita di Baccarat (La revanche de Baccarat)

## Trama
Alla morte del vecchio conte di Chamery, una banda di criminali si impossessa del testamento. Il bandito Rocambole cerca così di impersonare il figlio del conte per impossessarsi dell'eredità.